# Takahagi
Takahagi è una città giapponese della prefettura di Ibaraki.